# Pseudoterpna virellata
Pseudoterpna virellata là một loài bướm đêm trong họ Geometridae.